# Krithe glacialis
Krithe glacialis är en kräftdjursart som först beskrevs av Brady, Crosskey och D. Robertson 1874.  Krithe glacialis ingår i släktet Krithe och familjen Krithidae. Inga underarter finns listade i Catalogue of Life.